# Aglaia speciosa
Aglaia speciosa är en tvåhjärtbladig växtart som beskrevs av Carl Ludwig von Blume. Aglaia speciosa ingår i släktet Aglaia och familjen Meliaceae. Inga underarter finns listade i Catalogue of Life.